# Commission de topographie des Gaules
La Commission de topographie des Gaules est une commission administrative créée par Napoléon III le 17 juillet 1858. La mission de cette commission est de rédiger plusieurs dictionnaires et cartes archéologiques couvrant les territoires des provinces des Gaules, y compris en Belgique et en Suisse, et s'intéressant particulièrement à l'époque gallo-romaine, ainsi qu'à l'époque celtique telle qu'on la conçoit au XIXe siècle. Elle est transformée en 1879 en Commission de géographie historique de l'Ancienne France.

## Projet initial

### Contexte
Projetant la rédaction d'une Histoire de Jules César, Napoléon III crée la Commission pour documenter son ouvrage sur le vainqueur des Gaules. Ces travaux s'inscrivent dans un contexte de construction de la nation française durant la seconde moitié du XIXe siècle. 
En 1855 éclate une polémique sur la localisation du site du siège d'Alésia, jusqu'à atteindre son apogée dans les années 1860. L'Empereur a alors la volonté de retracer précisément les campagnes de Jules César en Gaule et de retrouver les lieux emblématiques mentionnés dans les Commentaires sur la Guerre des Gaules. Pour accueillir les recherches et le mobilier archéologique découvert par la Commission, Napoléon III décrète en 1862 la création d'un musée Gallo-Romain. La Commission de Topographie des Gaules est rapidement associée, en 1866, à la commission consultative d'organisation de ce musée, devenu aujourd'hui le musée d'Archéologie nationale.

### Création
Cette commission est créée le 17 juillet 1858 par arrêté ministériel sur ordre de Napoléon III,. Sont nommés membres de cette commission Félicien de Saulcy (président), Amédée Thierry, Joseph-Daniel Guignault, Natalis de Wailly, Alfred Maury, membres de l'Institut, Antoine-Lucien Blondel (colonel d’État-Major, directeur du Dépôt de la Guerre), Charles-Raymond de Coynard (chef d'escadron d’État-Major), Adolphe Chéruel (inspecteur d'académie à Paris), Alexandre Bertrand (professeur au lycée de Rennes), Gustave Rouland (secrétaire général du Ministère de l'Instruction publique).
Par l'arrêté sont nommés secrétaires Alfred Maury et Alexandre Bertrand, les seuls à être rémunérés, qui ont pour charge de traiter les envois faits par les sociétés savantes de France qui contribuent au projet de la commission. 
L'arrêté de création fixe à un rythme mensuel les comptes rendus de ses travaux. Il entérine le projet impérial lancé quelques mois auparavant. Les recteurs d'académie ont reçu l'ordre de contacter les sociétés savantes, les archives départementales, les correspondants du comité des travaux historiques et scientifiques pour collecter tous les documents se rapportant à la topographie ancienne.

## Objectifs et moyens de la Commission

### Dictionnaires archéologiques et cartes de la Gaule
Les objectifs initiaux de la commission sont d'étudier « la géographie, l'histoire, et l'archéologie nationale jusqu'à l'avènement de Charlemagne », en élaborant trois cartes (carte de la Gaule avant la conquête, carte de la Gaule sous l'Empire romain, carte de la Gaule aux temps mérovingiens) et trois dictionnaires associés. Ces dictionnaires sont conçus comme un répertoire alphabétique de sites, associé à des planches d'objets archéologiques. Les fonds de cartes sont fournis par le dépôt de la guerre qui soutient la commission. Certains de ses membres, militaires spécialisés en topographie, contribuent à ces travaux et appliquent les normes de la cartographie militaire du temps.

Fascicule ajouté dans l'édition en 4 volumes du Dictionnaire archéologique de la Gaule
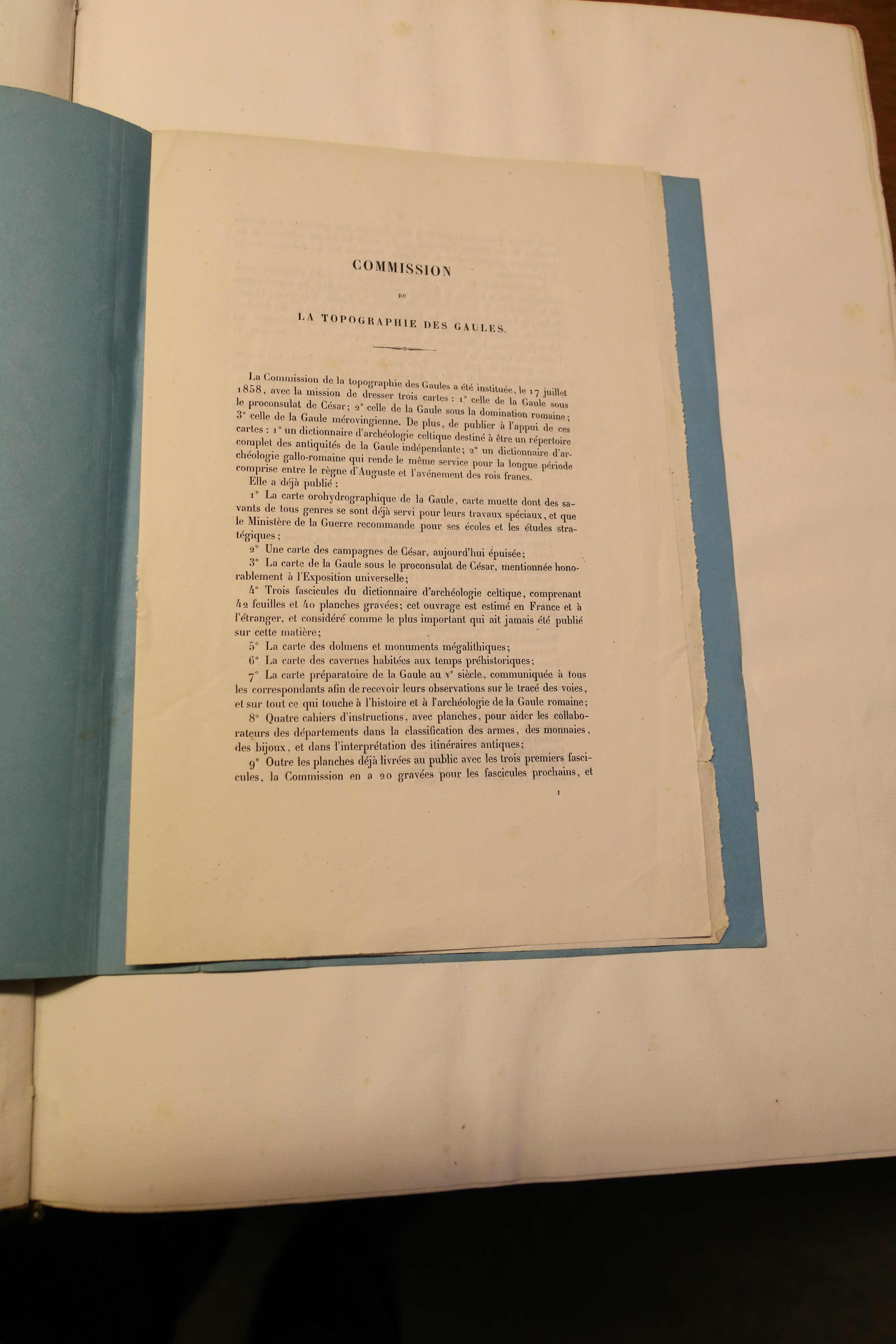
Page 1
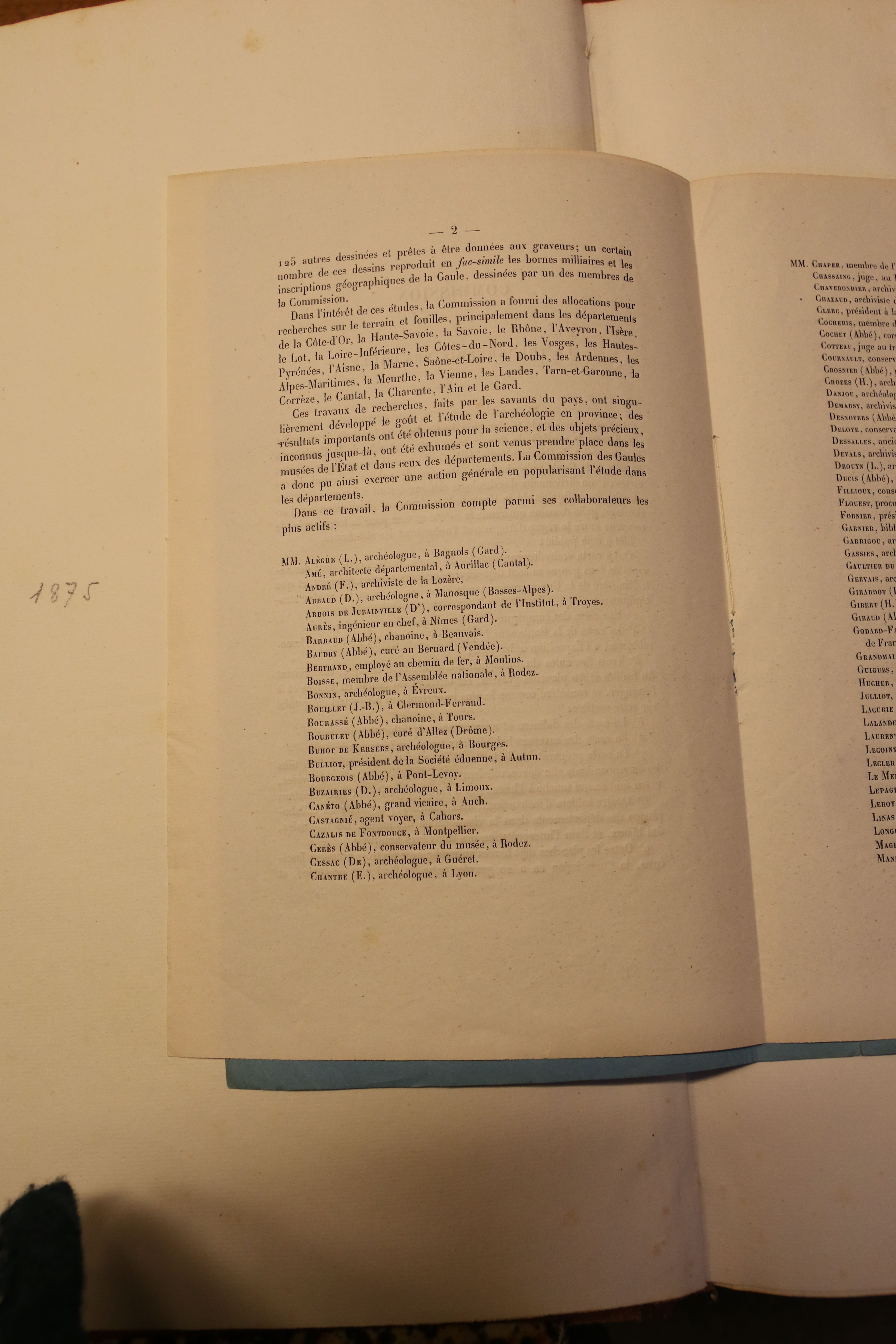
Page 2
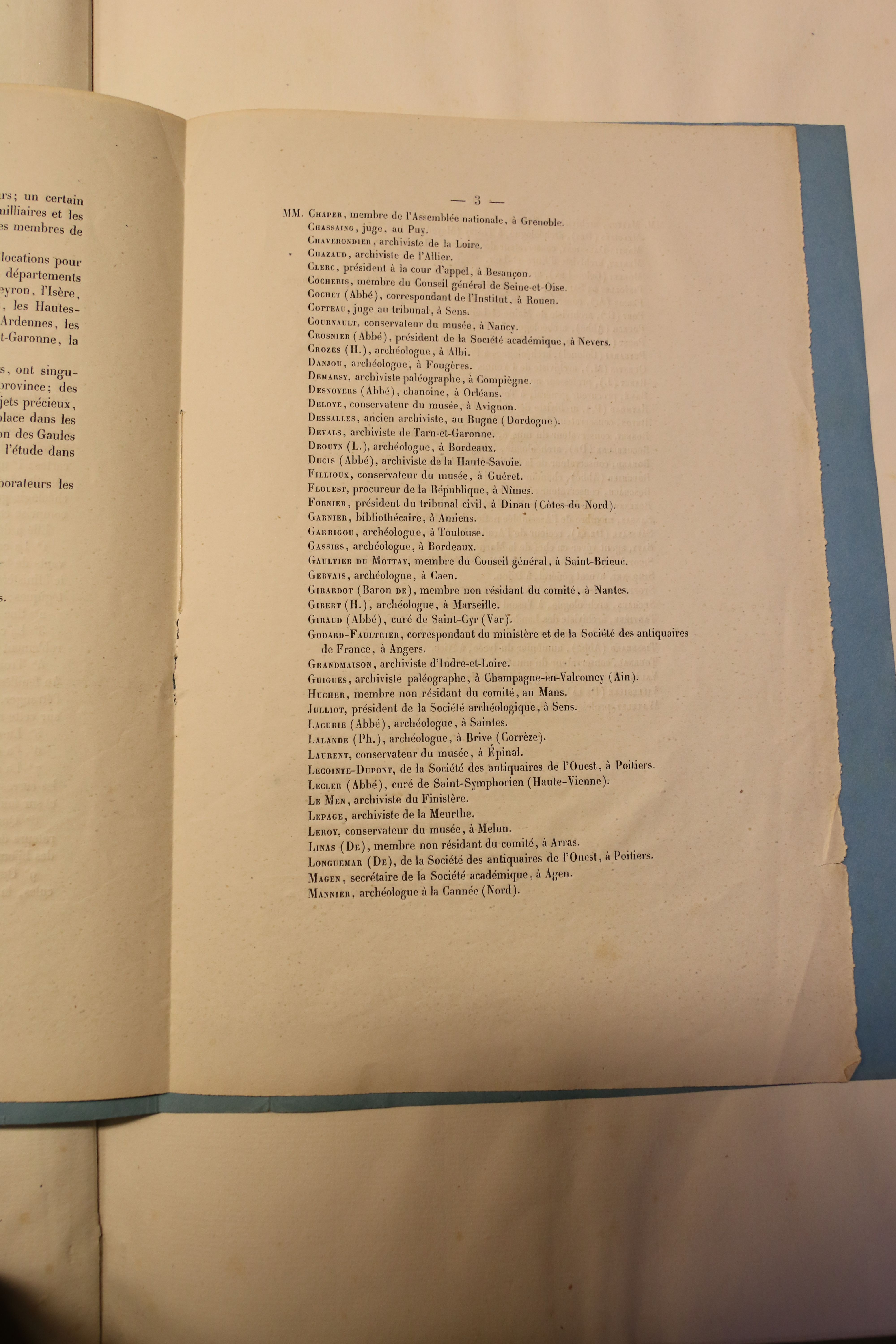
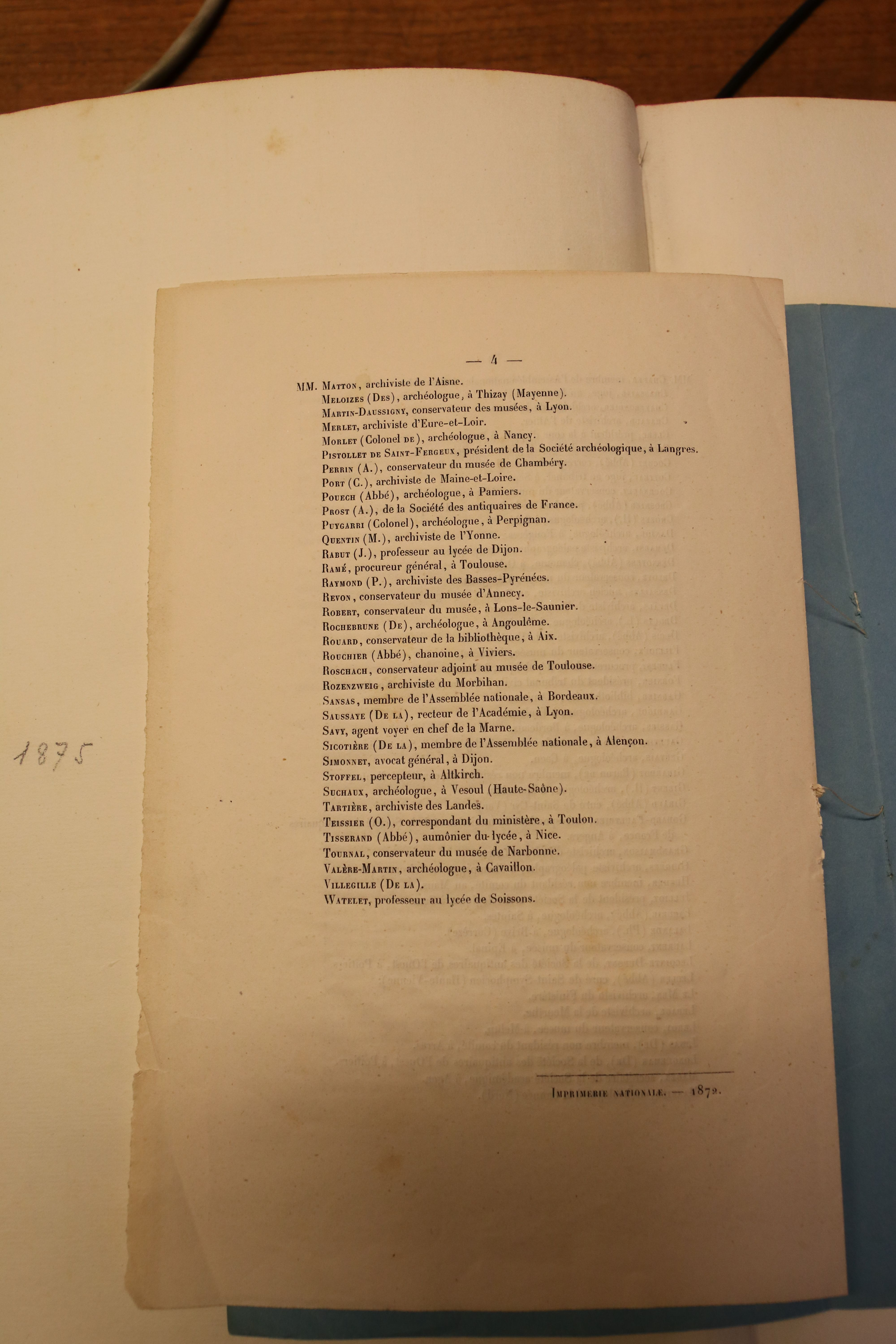

### Moyens financiers et fonctionnement ordinaire de la commission
La commission est financée d'abord par le ministère d’État à hauteur de 10 000 francs annuels et par le ministère de la maison de l'Empereur pour environ 3 000 francs annuels. À partir de 1861, elle est financée uniquement par le ministère de l'Instruction publique à hauteur de 25 000 francs annuels, jusqu'en 1879.
La commission dispose d'un local au ministère de l'Instruction publique. Elle effectue des comptes rendus des travaux réalisés par ses correspondants tous les mois et accumule dans son local les archives de ces comptes rendus.

## Travaux engagés et devenir de la commission

### Travaux et méthode
Les secrétaires de la commission ont pour principale charge de dépouiller, traiter et synthétiser les documents envoyés (manuscrits, mémoires, notes, cartes) depuis l'ensemble de la France. Ce travail de synthèse alimente ensuite la rédaction d'un dictionnaire archéologique et d'un ensemble de cartes. Ponctuellement la commission finance des fouilles, dirigées par certains de ses membres ou par des correspondants, et dont les résultats sont intégrés au fur et à mesure aux projets. Des liens étroits existent donc entre les membres de la commission et la fouille de certains sites tels qu'Alésia ou Bibracte. 
Rapidement, les travaux de la commission dépassent largement le cadre de la guerre des Gaules et s'intéressent à d'autres périodes chronologiques : préhistoire, protohistoire celtique et haut Moyen-Âge. La grande originalité des travaux de la commission réside dans le fait de mobiliser pour la première fois plusieurs disciplines scientifiques : archéologie, géographie, numismatique, épigraphie, géologie, étude des sources littéraires et iconographiques anciennes. Ils font appel aux techniques les plus novatrices de l'époque, comme la photographie, la stratigraphie, ou encore le relevé topographique.
L'autre idée sous-jacente au projet est la mobilisation et l'établissement de réseaux scientifiques à l'échelle du territoire national désormais à son extension maximale (avec l'acquisition de la Savoie et de Nice en 1861). Elle s'appuie principalement sur les correspondants du comité des travaux historiques et scientifiques avant de mettre sur pied un réseau propre qui compte à la fin des années 1870 plus de 150 savants. Parmi eux, on compte de nombreux présidents de sociétés savantes, fondateurs de musées d'histoire et d'archéologie, comme Laurent Rabut à Chambéry, Louis Revon à Annecy, Ernest Roschach à Toulouse, Octave Teissier à Draguignan, Just Vuilleret à Besançon, Jean-Baptiste Bouillet à Clermont-Ferrand, l'abbé Cérès à Rodez, Charles Cournault à Nancy, Louis-Zéphirin Robert à Lons-le-Saunier ou encore Paul Tournal à Narbonne.   

### Changement de nom et fusion postérieure
La Commission survit à la chute du Second Empire, elle change ensuite de nom en 1880 et elle est rebaptisée Commission de Géographie Historique de l'Ancienne France ayant pour objet l'achèvement des travaux de la Commission de topographie des Gaules,. En 1883, cette nouvelle commission est fondue dans la section « sciences naturelles et géographiques » du comité des travaux historiques et scientifiques. Ce changement de nom et cette fusion marquent la fin officielle de la Commission de topographie des Gaules en tant que telle.  

## Historiographie

### Réception et critiques
L'apport scientifique de la Commission de topographie des Gaules a été diversement reçu et utilisé par les générations successives de savants spécialistes des antiquités nationales. Considérée par certains comme la caution scientifique des recherches historiques de Napoléon III, elle a même été qualifiée de sa « très humble servante. » Salomon Reinach en parle même comme d'une « œuvre administrative » et la considère comme un « affligeant échec ». Pour autant, dix-sept ans plus tôt Reinach regrettait sa disparation, qu'il qualifie de « très fâcheuse ». 
Cependant, il faut noter que la commission n'hésita pas à défendre ses hypothèses, parfois contraires à celles de l'empereur sur certains points précis de la guerre des Gaules comme la localisation d'Uxellodunum et de Cenabum. D'ailleurs, Napoléon III refusa la première carte de la Gaule, au 1:600 000e, qui présentait une vision des campagnes de César contraire à celle de l'empereur. La réalité est donc plus complexe que le simple rapport de soumission entre la commission et son instigateur premier.  
Après sa disparition en 1879-1880, la commission voit ses archives dispersées entre divers savants et institutions et ses travaux tombent rapidement dans l'oubli. Cette dispersion intervient alors même que la publication des dictionnaires archéologiques et des cartes associées n'avait pas pu aboutir, renforçant l'idée d'échec. Émile Cartailhac, chargé dans les années 1890 d'achever la publication des dictionnaires, emporte avec lui une partie des archives de la commission à Toulouse. En 1892, Henri de La Tour publie néanmoins un Atlas de monnaies gauloises qui avait été entrepris en 1879 sous l'égide de la CTG.

### Publication et devenir des travaux
La publication finit par aboutir en 1923, sous le commissariat scientifique de Salomon Reinach, Camille Jullian et Émile Espérandieu. Les dictionnaires et cartes sont assez peu diffusés et sont déjà jugés obsolètes au regard des évolutions de la science archéologique et historique qui connaît depuis le début du XXe siècle des évolutions considérables (développement des méthodes de fouilles stratigraphiques, typologie, chronologie céramique, etc.).
À l'heure actuelle les archives produites lors des travaux de la commission sont dispersées, parfois même dans des lieux inconnus. On peut citer plusieurs lieux de conservation bien identifiés (le Musée d’Archéologie nationale, les Archives nationales, l’Institut de France, l’Institut de Paléontologie humaine, ce dernier ayant intégré au fonds Émile Cartailhac de nombreuses pièces produites au cours des travaux de la commission) qui permettent de mieux entrevoir la méthode de travail mise en place par celle-ci.
La typologie documentaire de ces différents fonds d'archives est extrêmement variée : correspondance, albums, carnets de notes et de dessins, estampages, cartes et plans, planches de dessin, mémoires, rapports de fouille, documents comptables, arrêtés ministériels, formulaires, etc. 
Si la commission n'a pas elle-même formé de collection propre d'objets, les fouilles réalisées sous son égide ont permis la mise au jour d'un mobilier archéologique abondant, rapidement intégré à des musées. Les armes d'Alésia, les objets de Bibracte, le mobilier funéraire de Magny-Lambert, le dépôt de Réallon, la plaque-boucle de Sillingy ou encore les objets du lac de Paladru sont entrés dans les collections du musée d'Archéologie nationale grâce aux dons de la commission. Enfin, il faut noter un apport substantiel des travaux de la commission : du fait de son ampleur nationale – et malgré sa postérité limitée du fait du retard pris par la publication des dictionnaires – en permettant la création d'un réseau et en association les savoir-faire militaires et la pluridisciplinarité, elle a été un laboratoire temporaire pour l'ébauche d'une archéologie d’État.

### Actes de colloques
- A. Laronde, P. Toubert, J. Lecland (éd.), Histoire et archéologie méditerranéennes sous Napoléon III, Actes du colloque, Cahiers de la Villa Kerylos n°22, Paris, 2011.
- Prosper Mérimée au temps de Napoléon III, Actes du colloque organisé au musée national du château de Compiègne le 18 octobre 2003, RMN, Paris, 2008.
- Napoléon III et l'Archéologie : une politique archéologique nationale sous le second empire, Actes du colloque des 14-15 octobre 2000, Compiègne, 2001.
- P. JACQUET, R. PERICHON (éd.), Aspects de l'archéologie française au XIXe siècle, Actes du colloque international tenu à La Diana à Montbrison les 14 et 15 octobre 1995, Montbrison, 2000.

### Articles de périodiques
- L. Olivier, M. Reddé, « L'Album des fouilles d'Alise redécouvert dans les archives de la Commission de la Topographie des Gaules », Antiquités nationales, t. 45, 2014, p. 69-79.
- C. Landes, « Napoléon III et l'exploration scientifique de la Gaule, dans L. OLIVIER (dir.), Le Musée d'archéologie nationale et les Gaulois du XIXe au XXIe siècle », Antiquités nationales, numéro spécial, 2012, p. 7-22.
- J. Harmand, « Les travaux de la Commission de la topographie des Gaules autour d'Alésia et l'album inédit conservé au Musée des Antiquités nationales », Comptes rendus des séances de l'Académie des Inscriptions et Belles-Lettres, vol. 104, n°1, 1960, p. 107-115.
- S. Reinach, « La Commission de Topographie et le Dictionnaire archéologique de la Gaule », Revue archéologique, 1915, p. 209-220.

### Monographies
- A. Hurel, La France préhistorienne de 1789 à 1941, Paris, 2007, p. 54-63.
- E. Gran-Aymerich, Naissance de l'archéologie moderne 1798-1945, Paris, 1998, p. 148-162 et 202-227.